# Briefmarkenblocks der Deutschen Post der DDR

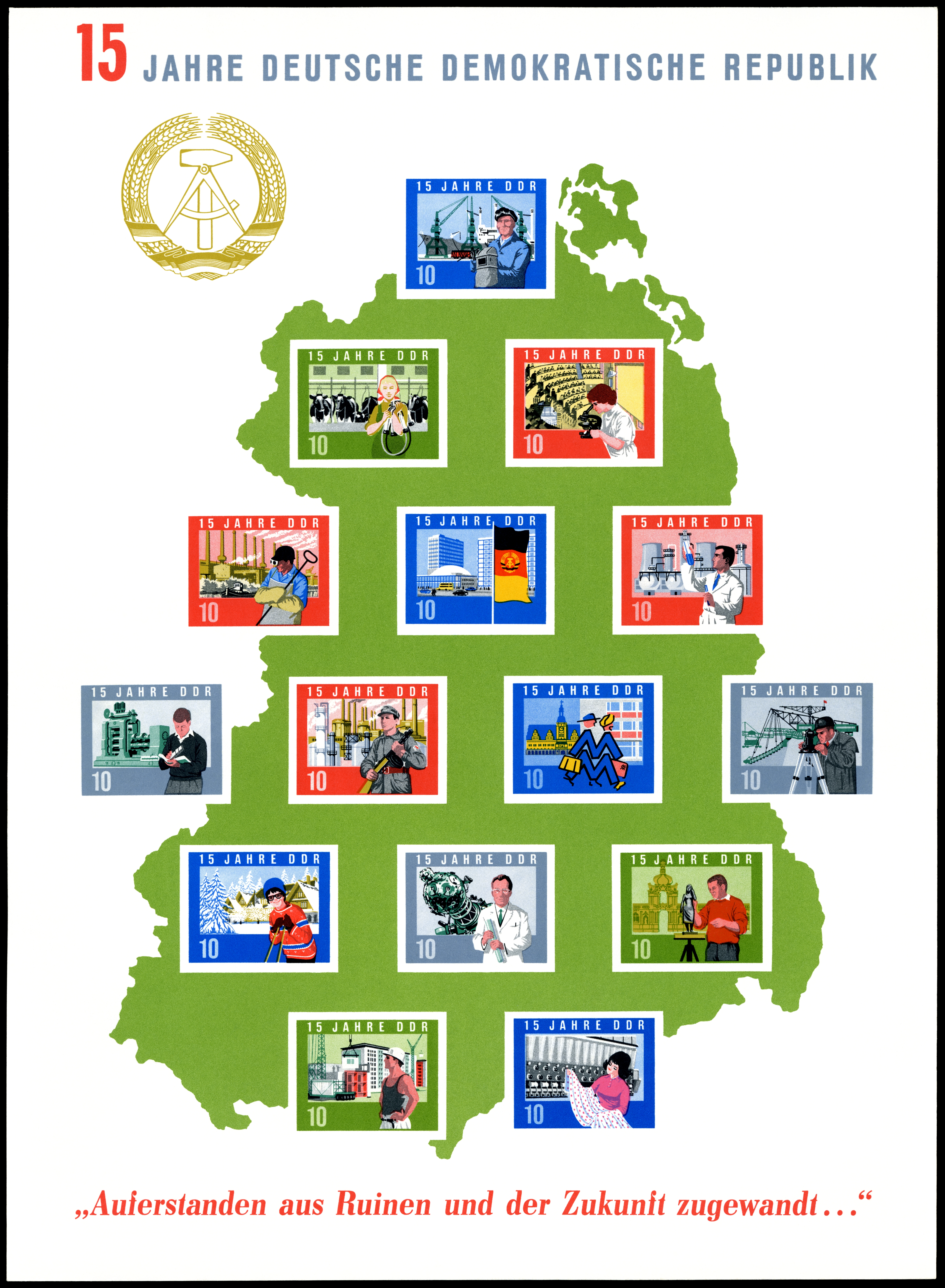
Der größte Block der DDR, hier im selben Maßstab wie die Blocks der untenstehenden Liste

In den Jahren von 1949 bis 1990 gab die Deutsche Post der DDR insgesamt 97 Briefmarkenblocks heraus.
Der Lipsia-Briefmarkenkatalog der DDR begann die Zählung mit der Nummer 1, der Michel-Katalog startet mit Block 7; die sechs Markenblocks der ehemaligen Sowjetischen Besatzungszone werden damit unterschiedlich behandelt. Dieser Artikel nutzt die Michel-Nummerierung.
Der Grund der Ausgabe waren überwiegend politische Ereignisse oder Ehrungen von Personen zu besonderen Jahrestagen, auch waren einige Blocks zum Thema Raumfahrt, Olympische Spiele oder der Leipziger Messe vorhanden.
Die weitaus größte Zahl der Blocks war gezähnt, damit konnten die einzelnen Briefmarken leicht vom Block getrennt werden. Von den 14 geschnittenen Blocks gab es 1953 zwei motivgleiche Ausgaben mit und ohne Trennmöglichkeit. Im Jahr 1976 erschien der letzte dieser Blocks mit einer angedeuteten, aufgedruckten Zähnung (Block 44).
Der Ausgabepreis der Blocks war in den Anfangsjahren der DDR oft höher als der Frankaturwert, letztmals im Jahr 1967 mit Block 26.
Eine Besonderheit ist in der Umschrift zu Block 32 zu finden, ein Schreibfehler: …WIR SCWÖREN,DAFÜR ZU KÄMPFEN,…
Zwei der gegen Ende der DDR erschienenen Blocks hatten eine eigene einzeln aufgedruckte Nummerierung: Block 97 und 100.
Das Format der Markenblocks war unterschiedlich, die größte Ausgabe erschien mit Block 19 zum 15. Jahrestag der DDR und hatte fast das Format eines DIN A4-Papierbogens.

## Liste der Ausgaben und Motive
Legende
- Bild: Eine bearbeitete Abbildung der genannten Marke. Das Verhältnis der Größe der Briefmarken zueinander ist in diesem Artikel annähernd maßstabsgerecht dargestellt. Sollten keine Marken abgebildet sein, liegt es daran, dass das Urheberrecht des Künstlers noch nicht erloschen ist.
- Beschreibung: Eine Kurzbeschreibung des Motivs und/oder des Ausgabegrundes. Bei ausgegebenen Serien oder Blocks werden die zusammengehörigen Beschreibungen mit einer Markierung versehen eingerückt.
- Wert: Der Frankaturwert der einzelnen Marke in Pfennig. Ein „+“ bedeutet, dass es sich um eine Zuschlagsmarke handelt (= Frankaturwert + Spende).
- Ausgabedatum: Das Datum des erstmaligen Verkaufs dieser Briefmarke.
- Auflage: Soweit bekannt, wird hier die zum Verkauf angebotene Anzahl dieser Ausgabe angegeben.
- Entwurf: Soweit bekannt, wird hier angegeben, von wem der Entwurf dieser Marke stammt.
- Mi.-Nr.: Diese Briefmarke wird im Michel-Katalog unter der entsprechenden Nummer gelistet.

| Blockausgaben                                                      | |        |                    |           |                                                     |         |
| Bild                                                               | Beschreibung | Wert   | Ausgabe- datum     | Auflage   | Entwurf                                             | Mi.-Nr. |
| 92 × 52 mm                                                         | Briefmarkenblock 7, geschnitten: Deutsche Briefmarkenausstellung DEBRIA, Leipzig - „Schwarzer Einser“ unter einer Lupe | 12+3   | 26. August 1950    | 750.000   | Fred Gravenhorst                                    | 271     |
| 92 × 52 mm                                                         | - Erdkugel, Friedenstaube, erste sächsische Briefmarke | 84+41  | 26. August 1950    | 750.000   | Fred Gravenhorst                                    | 272     |
| Ausgabepreis 2,50 DM 148 × 105 mm                                  | Briefmarkenblock 8 A: Karl-Marx-Jahr 1953 - Eisenhüttenkombinat Ost, Fahne mit Kopfbildern von Marx, Engels, Lenin und Stalin                                                                                                  | 6      | 10. Dezember 1953  | 300.000   | Kurt Eigler                                         | 386 A   |
| Ausgabepreis 2,50 DM 148 × 105 mm                                  | - Kreml in Moskau, Fahne mit Kopfbildern von Marx, Engels, Lenin und Stalin | 12     | 10. Dezember 1953  | 300.000   | Kurt Eigler                                         | 387 A   |
| Ausgabepreis 2,50 DM 148 × 105 mm                                  | - Karl Marx liest aus seinem Werk „Das Kapital“ | 20     | 10. Dezember 1953  | 300.000   | Kurt Eigler                                         | 388 A   |
| Ausgabepreis 2,50 DM 148 × 105 mm                                  | - Karl Marx, Philosoph und Nationalökonom | 24     | 10. Dezember 1953  | 300.000   | Kurt Eigler                                         | 389 A   |
| Ausgabepreis 2,50 DM 148 × 105 mm                                  | - Karl Marx am Rednerpult | 35     | 10. Dezember 1953  | 300.000   | Kurt Eigler                                         | 390 A   |
| Ausgabepreis 2,50 DM 148 × 105 mm                                  | - Karl Marx und Friedrich Engels | 48     | 10. Dezember 1953  | 300.000   | Kurt Eigler                                         | 391 A   |
| Ausgabepreis 2,50 DM 148 × 105 mm                                  | Briefmarkenblock 8 B, geschnitten: Karl-Marx-Jahr 1953 - Eisenhüttenkombinat Ost, Fahne mit Kopfbildern von Marx, Engels, Lenin und Stalin                                                                                     | 6      | 24. Oktober 1953   | 300.000   | Kurt Eigler                                         | 386 B   |
| Ausgabepreis 2,50 DM 148 × 105 mm                                  | - Kreml in Moskau, Fahne mit Kopfbildern von Marx, Engels, Lenin und Stalin | 12     | 24. Oktober 1953   | 300.000   | Kurt Eigler                                         | 387 B   |
| Ausgabepreis 2,50 DM 148 × 105 mm                                  | - Karl Marx liest aus seinem Werk „Das Kapital“ | 20     | 24. Oktober 1953   | 300.000   | Kurt Eigler                                         | 388 B   |
| Ausgabepreis 2,50 DM 148 × 105 mm                                  | - Karl Marx, Philosoph und Nationalökonom | 24     | 24. Oktober 1953   | 300.000   | Kurt Eigler                                         | 389 B   |
| Ausgabepreis 2,50 DM 148 × 105 mm                                  | - Karl Marx am Rednerpult | 35     | 24. Oktober 1953   | 300.000   | Kurt Eigler                                         | 390 B   |
| Ausgabepreis 2,50 DM 148 × 105 mm                                  | - Karl Marx und Friedrich Engels | 48     | 24. Oktober 1953   | 300.000   | Kurt Eigler                                         | 391 B   |
| Ausgabepreis 2,50 DM 148 × 105 mm                                  | Briefmarkenblock 9 A: Karl-Marx-Jahr 1953 - „Kommunistisches Manifest“, Marx und Engels | 10     | 10. Dezember 1953  | 300.000   | Kurt Eigler                                         | 392 A   |
| Ausgabepreis 2,50 DM 148 × 105 mm                                  | - Demonstrationszug | 16     | 10. Dezember 1953  | 300.000   | Kurt Eigler                                         | 393 A   |
| Ausgabepreis 2,50 DM 148 × 105 mm                                  | - Arbeiter, Fahne mit Kopfbildern von Marx, Engels, Lenin und Stalin | 60     | 10. Dezember 1953  | 300.000   | Kurt Eigler                                         | 394 A   |
| Ausgabepreis 2,50 DM 148 × 105 mm                                  | - Stalinallee, Karl-Marx-Medaillon | 84     | 10. Dezember 1953  | 300.000   | Kurt Eigler                                         | 395 A   |
| Ausgabepreis 2,50 DM 148 × 105 mm                                  | Briefmarkenblock 9 B, geschnitten: Karl-Marx-Jahr 1953 - „Kommunistisches Manifest“, Marx und Engels | 10     | 24. Oktober 1953   | 300.000   | Kurt Eigler                                         | 392 B   |
| Ausgabepreis 2,50 DM 148 × 105 mm                                  | - Demonstrationszug | 16     | 24. Oktober 1953   | 300.000   | Kurt Eigler                                         | 393 B   |
| Ausgabepreis 2,50 DM 148 × 105 mm                                  | - Arbeiter, Fahne mit Kopfbildern von Marx, Engels, Lenin und Stalin | 60     | 24. Oktober 1953   | 300.000   | Kurt Eigler                                         | 394 B   |
| Ausgabepreis 2,50 DM 148 × 105 mm                                  | - Stalinallee, Karl-Marx-Medaillon | 84     | 24. Oktober 1953   | 300.000   | Kurt Eigler                                         | 395 B   |
| Ausgabepreis 30 Pf 60 × 80 mm                                      | Briefmarkenblock 10, geschnitten: Erste Zentrale Briefmarkenausstellung der Betriebsarbeitsgemeinschaften Philatelie, Berlin Kölner Dom, Völkerschlachtdenkmal Leipzig                                                         | 20     | 30. Oktober 1954   | 500.000   | Kurt Eigler                                         | 445 B   |
| Ausgabepreis 50 Pf 73 × 100 mm                                     | Briefmarkenblock 11, geschnitten: Internationaler Tag der Befreiung vom Faschismus - Ehrenmal auf dem Friedhof Brandenburg (Havel)                                                                                             | 10     | 9. April 1955      | 750.000   | Kurt Eigler                                         | 459 B   |
| Ausgabepreis 50 Pf 73 × 100 mm                                     | - Ehrenmal auf dem Friedhof Brandenburg (Havel) | 20     | 9. April 1955      | 750.000   | Kurt Eigler                                         | 460 B   |
| Ausgabepreis 50 Pf 73 × 100 mm                                     | Briefmarkenblock 12, geschnitten: 150. Todestag von Friedrich Schiller - Friedrich Schiller | 5      | 30. April 1955     | 750.000   | Kurt Eigler                                         | 464 B   |
| Ausgabepreis 50 Pf 73 × 100 mm                                     | - Friedrich Schiller | 10     | 30. April 1955     | 750.000   | Helmut Götze                                        | 465 B   |
| Ausgabepreis 50 Pf 73 × 100 mm                                     | - Friedrich Schiller | 20     | 30. April 1955     | 750.000   | Engelbert Schoner                                   | 466 B   |
| 148 × 105 mm                                                       | Briefmarkenblock 13, geschnitten: 60. Todestag von Friedrich Engels - Friedrich Engels und Karl Marx im Generalrat der I. Internationale 1864                                                                                  | 5      | 7. November 1955   | 448.000   | Theo Thomas                                         | 485 B   |
| 148 × 105 mm                                                       | - Karl Marx und Friedrich Engles bei der Abfassung des „Kommunistischen Manifestes“ | 10     | 7. November 1955   | 448.000   | Theo Thomas                                         | 486 B   |
| 148 × 105 mm                                                       | - Friedrich Engels als Redakteur der Neuen Rheinischen Zeitung | 15     | 7. November 1955   | 448.000   | Theo Thomas                                         | 487 B   |
| 148 × 105 mm                                                       | - Friedrich Engels, Publizist, Sozialist | 20     | 7. November 1955   | 448.000   | Theo Thomas                                         | 488 B   |
| 148 × 105 mm                                                       | - Friedrich Engels, Jugendbildnis | 30     | 7. November 1955   | 448.000   | Theo Thomas                                         | 489 B   |
| 148 × 105 mm                                                       | - Friedrich Engels als Teilnehmer an den Barrikadenkämpfen 1848 | 70     | 7. November 1955   | 448.000   | Theo Thomas                                         | 490 B   |
| Ausgabepreis 40 Pf 74 × 100 mm                                     | Briefmarkenblock 14, geschnitten: 70. Geburtstag von Ernst Thälmann Ernst Thälmann, Politiker, Rote Fahne | 20     | 25. Mai 1956       | 750.000   | Kurt Eigler                                         | 520 B   |
| Ausgabepreis 1,50 DM 140 × 95 mm                                   | Briefmarkenblock 15, geschnitten: Einweihung der Nationalen Gedenkstätte Buchenwald - Ernst Thälmann, Politiker | 20+10  | 15. September 1958 | 440.000   | Bengs und Skribelka                                 | 606 B   |
| Ausgabepreis 1,50 DM 140 × 95 mm                                   | - Rudolf Breitscheid, Politiker | 25+15  | 15. September 1958 | 440.000   | Bengs und Skribelka                                 | 607 B   |
| Ausgabepreis 1,50 DM 140 × 95 mm                                   | - Paul Schneider, evangelischer Theologe, Märtyrer | 40+20  | 15. September 1958 | 440.000   | Bengs und Skribelka                                 | 608 B   |
| 88 × 108 mm                                                        | Briefmarkenblock 16, geschnitten: Tod von Präsident Wilhelm Pieck Wilhelm Pieck, Mitbegründer des Spartakusbundes und der KPD, erster und einziger Präsident der DDR                                                           | 20     | 10. September 1960 | 2.100.000 | Axel Bengs                                          | 784 B   |
| 89 × 107 mm                                                        | Briefmarkenblock 17, geschnitten: Erster Gruppenflug der Raumschiffe Wostok 3 und Wostok 4 Pawel Romanowitsch Popowitsch und Andrijan Grigorjewitsch Nikolajew, Flugbahnen der Raumschiffe                                     | 70     | 13. September 1962 | 1.100.000 | Hans Georg Urbschat                                 | 917     |
| 105 × 74 mm                                                        | Briefmarkenblock 18, geschnitten: Chemische Industrie Dieser ungummierte Block bestand aus Dederon und nicht aus Papier - Laborantin an modernen technischen Geräten                                                           | 50     | 12. März 1963      | 1.100.000 | Deutsche Wertpapierdruckerei (DWD)                  | 950     |
| 105 × 74 mm                                                        | - Destillationskolonne der Petrolchemie | 70     | 12. März 1963      | 1.100.000 | Deutsche Wertpapierdruckerei (DWD)                  | 951     |
| 210 × 285 mm (Darstellung 70 Prozent der Größe der anderen Blocks) | Briefmarkenblock 19, geschnitten, ungummiert: 15 Jahre DDR - Schweißer, Schiff am Kai | 10     | 6. Oktober 1964    | 1.200.000 | Henning und Dietrich Dorfstecher                    | 1059 B  |
| 210 × 285 mm (Darstellung 70 Prozent der Größe der anderen Blocks) | - Melkerin, Milchviehanlage | 10     | 6. Oktober 1964    | 1.200.000 | Henning und Dietrich Dorfstecher                    | 1060 B  |
| 210 × 285 mm (Darstellung 70 Prozent der Größe der anderen Blocks) | - Studentin mit Mikroskop, Hörsaal | 10     | 6. Oktober 1964    | 1.200.000 | Henning und Dietrich Dorfstecher                    | 1061 B  |
| 210 × 285 mm (Darstellung 70 Prozent der Größe der anderen Blocks) | - Hüttenwerker, Hochofenanlage | 10     | 6. Oktober 1964    | 1.200.000 | Henning und Dietrich Dorfstecher                    | 1062 B  |
| 210 × 285 mm (Darstellung 70 Prozent der Größe der anderen Blocks) | - Fahne vor Neubauten am Alexanderplatz, Berlin | 10     | 6. Oktober 1964    | 1.200.000 | Henning und Dietrich Dorfstecher                    | 1063 B  |
| 210 × 285 mm (Darstellung 70 Prozent der Größe der anderen Blocks) | - Chemiker, Chemieanlage | 10     | 6. Oktober 1964    | 1.200.000 | Henning und Dietrich Dorfstecher                    | 1064 B  |
| 210 × 285 mm (Darstellung 70 Prozent der Größe der anderen Blocks) | - Ingenieur, Werkzeugmaschine | 10     | 6. Oktober 1964    | 1.200.000 | Henning und Dietrich Dorfstecher                    | 1065 B  |
| 210 × 285 mm (Darstellung 70 Prozent der Größe der anderen Blocks) | - Angehöriger der Kampfgruppen, Industrieanlage | 10     | 6. Oktober 1964    | 1.200.000 | Henning und Dietrich Dorfstecher                    | 1066 B  |
| 210 × 285 mm (Darstellung 70 Prozent der Größe der anderen Blocks) | - Messefiguren, Altes Rathaus Leipzig | 10     | 6. Oktober 1964    | 1.200.000 | Henning und Dietrich Dorfstecher                    | 1067 B  |
| 210 × 285 mm (Darstellung 70 Prozent der Größe der anderen Blocks) | - Vermessungsingenieur, Braunkohlentagebau | 10     | 6. Oktober 1964    | 1.200.000 | Henning und Dietrich Dorfstecher                    | 1068 B  |
| 210 × 285 mm (Darstellung 70 Prozent der Größe der anderen Blocks) | - Winterurlauberin, verschneite Ortschaft | 10     | 6. Oktober 1964    | 1.200.000 | Henning und Dietrich Dorfstecher                    | 1069 B  |
| 210 × 285 mm (Darstellung 70 Prozent der Größe der anderen Blocks) | - Wissenschaftler, optisches Gerät | 10     | 6. Oktober 1964    | 1.200.000 | Henning und Dietrich Dorfstecher                    | 1070 B  |
| 210 × 285 mm (Darstellung 70 Prozent der Größe der anderen Blocks) | - Bildhauer, Dresdner Zwinger | 10     | 6. Oktober 1964    | 1.200.000 | Henning und Dietrich Dorfstecher                    | 1071 B  |
| 210 × 285 mm (Darstellung 70 Prozent der Größe der anderen Blocks) | - Bauarbeiter, Wohnbauten | 10     | 6. Oktober 1964    | 1.200.000 | Henning und Dietrich Dorfstecher                    | 1072 B  |
| 210 × 285 mm (Darstellung 70 Prozent der Größe der anderen Blocks) | - Textilarbeiterin, Webstuhl | 10     | 6. Oktober 1964    | 1.200.000 | Henning und Dietrich Dorfstecher                    | 1073 B  |
| 108 × 90 mm                                                        | Briefmarkenblock 20: Internationales Jahr der ruhigen Sonne Teil der Erdkugel, Satellit | 25     | 29. Dezember 1964  | 1.200.000 | Hans Georg Urbschat                                 | 1081    |
| 108 × 90 mm                                                        | Briefmarkenblock 21: Internationales Jahr der ruhigen Sonne Sonne mit Korona und Protuberanzen | 40     | 29. Dezember 1964  | 1.600.000 | Hans Georg Urbschat                                 | 1082    |
| 108 × 90 mm                                                        | Briefmarkenblock 22: Internationales Jahr der ruhigen Sonne Satellitenbahnen vor Erdkugel mit Strahlungsgürtel | 70     | 29. Dezember 1964  | 1.700.000 | Hans Georg Urbschat                                 | 1083    |
| Ausgabepreis 90 Pf 137 × 99 mm                                     | Briefmarkenblock 23: Internationale Briefmarkenausstellung der Messestädte INTERMESS III, Leipzig - Wiederaufgebaute Alte Waage und Neubau Katharinenstraße                                                                    | 10     | 4. September 1965  | 1.300.000 | Bobbe und Dietrich Dorfstecher                      | 1126    |
| Ausgabepreis 90 Pf 137 × 99 mm                                     | - Hotel Stadt Leipzig | 70     | 4. September 1965  | 1.300.000 | Bobbe und Dietrich Dorfstecher                      | 1129    |
| Ausgabepreis 80 Pf 137 × 99 mm                                     | Briefmarkenblock 24: Internationale Briefmarkenausstellung der Messestädte INTERMESS III, Leipzig - Altes Rathaus | 25     | 4. September 1965  | 1.300.000 | Bobbe und Dietrich Dorfstecher                      | 1127    |
| Ausgabepreis 80 Pf 137 × 99 mm                                     | - Eingang zum Opernhaus und neues Hauptpostamt | 40     | 4. September 1965  | 1.300.000 | Bobbe und Dietrich Dorfstecher                      | 1128    |
| 138 × 99 mm                                                        | Briefmarkenblock 25: 50. Jahrestag der Reichskonferenz der Spartakusgruppe - Ausschnitt aus einem Spartakusbrief | 20     | 3. Januar 1966     | 2.000.000 | Peterpaul Weiß                                      | 1154    |
| 138 × 99 mm                                                        | - Karl Liebknecht und Rosa Luxemburg, Begründer des Spartakusbundes | 50     | 3. Januar 1966     | 2.000.000 | Peterpaul Weiß                                      | 1155    |
| Ausgabepreis 85 Pf 129 × 85 mm                                     | Briefmarkenblock 26, geschnitten: Briefmarkenausstellung 50 Jahre Roter Oktober, Karl-Marx-Stadt - Soldaten der Sowjetarmee und der Nationalen Volksarmee der DDR                                                              | 20     | 6. Oktober 1967    | 2.000.000 | Manfred Gottschall, Joachim Rieß und Hans Detlefsen | 1315 B  |
| Ausgabepreis 85 Pf 129 × 85 mm                                     | - Lenin, Kreuzer Aurora | 40     | 6. Oktober 1967    | 2.000.000 | Manfred Gottschall, Joachim Rieß und Hans Detlefsen | 1316 B  |
| 126 × 86 mm                                                        | Briefmarkenblock 27, geschnitten: 150. Geburtstag von Karl Marx - Titelseite des „Manifest der Kommunistischen Partei“ | 10     | 25. April 1968     | 2.000.000 | Peterpaul Weiß                                      | 1365 B  |
| 126 × 86 mm                                                        | - Karl Marx, Philosoph und Nationalökonom | 20     | 25. April 1968     | 2.000.000 | Peterpaul Weiß                                      | 1366 B  |
| 126 × 86 mm                                                        | - Titelseite des ersten Bandes von „Das Kapital“ | 25     | 25. April 1968     | 2.000.000 | Peterpaul Weiß                                      | 1367 B  |
| 88 × 110 mm                                                        | Briefmarkenblock 28: 20 Jahre DDR Rotes Rathaus, Marienkirche, Fernsehturm | 1 M    | 23. September 1969 | 2.200.000 | Voigt und Lipsch                                    | 1507    |
| 110 × 154 mm                                                       | Briefmarkenblock 29: 20 Jahre DDR Festzug | 1 M    | 6. Oktober 1969    | 2.200.000 | Gerhard Stauf                                       | 1508    |
| 94 × 114 mm                                                        | Briefmarkenblock 30: 20 Jahre DDR, Eröffnung des Fernseh- und UKW-Turms der Deutschen Post, Berlin Fernseh- und UKW-Turm, Testbild                                                                                             | 1 M    | 6. Oktober 1969    |           | Hans Detlefsen                                      | 1511    |
| 118 × 83 mm                                                        | Briefmarkenblock 31: 100. Geburtstag von Lenin W. Lenin | 1 M    | 16. April 1970     | 1.700.000 | Gerhard Stauf                                       | 1562    |
| 135 × 105 mm                                                       | Briefmarkenblock 32: 25. Jahrestag der Befreiung vom Faschismus Figurengruppe in der Mahn- und Gedenkstätte Buchenwald von Fritz Cremer                                                                                        | 70     | 5. Mai 1970        | 2.000.000 | Sauer und Gerhard Stauf                             | 1572    |
| 80 × 55 mm                                                         | Briefmarkenblock 33: 200. Geburtstag von Ludwig van Beethoven Ludwig van Beethoven, Komponist | 1 M    | 10. Dezember 1970  | 1.900.000 | Gerhard Stauf                                       | 1631    |
| 85 × 57 mm                                                         | Briefmarkenblock 34: 100 Jahre Meteorologen-Versammlungen Meßteil eines Anemographen (1896), erste deutsche Wetterkarte von W. Köppen (1876)                                                                                   | 20     | 23. März 1972      | 2.500.000 | Manfred Gottschall                                  | 1745    |
| 85 × 57 mm                                                         | Briefmarkenblock 35: 100 Jahre Meteorologen-Versammlungen Kreuzdipol des Wetterbild-Empfangssystems „WES 2“, Wolkenaufnahmen eines Satelliten                                                                                  | 35     | 23. März 1972      | 2.500.000 | Manfred Gottschall                                  | 1746    |
| 85 × 57 mm                                                         | Briefmarkenblock 36: 100 Jahre Meteorologen-Versammlungen Wettersatellit Meteor, neuzeitliche Wetterkarte | 70     | 23. März 1972      | 2.500.000 | Manfred Gottschall                                  | 1747    |
| 61 × 86 mm                                                         | Briefmarkenblock 37: 175. Geburtstag von Heinrich Heine Heinrich Heine, Dichter und Satiriker | 1 M    | 5. Dezember 1972   | 2.500.000 | Dietrich Dorfstecher                                | 1814    |
| 86 × 108 mm                                                        | Briefmarkenblock 38: Weltfestspiele der Jugend und Studenten, Berlin Brandenburger Tor, Berlin und Emblem der Spiele | 50     | 26. Juli 1973      | 3.500.000 | Hans Detlefsen                                      | 1867    |
| 61 × 86 mm                                                         | Briefmarkenblock 39: 20 Jahre Kampfgruppen Angehöriger des Roten Frontkämpferbundes, der Internationalen Brigaden in Spanien und der Kampfgruppen                                                                              | 50     | 11. September 1973 | 2.200.000 | Joachim Rieß                                        | 1876    |
| 80 × 55 mm                                                         | Briefmarkenblock 40: 200. Geburtstag von Caspar David Friedrich C. F. Friedrich, Selbstbildnis | 70     | 21. Mai 1974       | 2.200.000 | Joachim Rieß                                        | 1962    |
| 90 × 108 mm                                                        | Briefmarkenblock 41: 25 Jahre DDR Familie, Neubauten, Staatswappen | 1 M    | 3. Oktober 1974    | 2.000.000 | Hans Detlefsen                                      | 1983    |
| 107 × 89 mm                                                        | Briefmarkenblock 42, geschnitten: 30. Jahrestag der Befreiung vom Faschismus Soldat der Roten Armee hißt die Rote Fahne auf dem Reichstagsgebäude in Berlin                                                                    | 50     | 6. Mai 1975        | 2.000.000 | Hans Detlefsen                                      | 2042    |
| 79 × 55 mm                                                         | Briefmarkenblock 43: Olympische Winterspiele 1976, Innsbruck Ansicht von Innsbruck und Umgebung | 1 M    | 2. Dezember 1975   | 2.000.000 | Joachim Rieß                                        | 2105    |
| 81 × 64 mm                                                         | Briefmarkenblock 44, geschnitten: Dr. Richard Sorge Dr. R. Sorge, Journalist, Agent | 1 M    | 3. Februar 1976    | 2.100.000 | Gerhard Stauf                                       | 2115    |
| 110 × 90 mm                                                        | Briefmarkenblock 45: Parteitag der Sozialistischen Einheitspartei Deutschlands (SED) Palast der Republik, Berlin | 1 M    | 11. Mai 1976       | 2.200.000 | Manfred Gottschall                                  | 2125    |
| 80 × 55 mm                                                         | Briefmarkenblock 46: Olympische Sommerspiele 1976, Montreal Zentralstadion, Leipzig | 1 M    | 18. Mai 1976       | 2.000.000 | Joachim Rieß                                        | 2132    |
| 80 × 55 mm                                                         | Briefmarkenblock 47: 30 Jahre Gesellschaft für Deutsch-Sowjetische Freundschaft Goldene Ehrennadel der DSF | 50     | 28. Juni 1977      | 2.100.000 | Müller                                              | 2235    |
| 85 × 54 mm                                                         | Briefmarkenblock 48: Internationale Briefmarkenausstellung sozialistischer Länder SOZPHILEX 1977, Berlin „Weltjugendlied“, Gemälde von Lothar Zitzmann                                                                         | 50+20  | 16. August 1977    | 2.100.000 | Horst Naumann                                       | 2249    |
| 127 × 69 mm                                                        | Briefmarkenblock 49: 100. Geburtstag von Felix Edmundowitsch Dserschinski - F. Dserschinski, Junge Pioniere | 20     | 6. September 1977  | 2.800.000 | Gerhard Stauf                                       | 2252    |
| 127 × 69 mm                                                        | - F. Dserschinski, sowjetischer Politiker | 35     | 6. September 1977  | 2.800.000 | Gerhard Stauf                                       | 2253    |
| 55 × 86 mm                                                         | Briefmarkenblock 50: 60. Jahrestag der Oktoberrevolution in Rußland Lenin, russischer revolutionärer Staatsmann | 1 M    | 20. September 1977 | 2.200.000 | Manfred Gottschall                                  | 2261    |
| 82 × 55 mm                                                         | Briefmarkenblock 51: 200. Geburtstag von Heinrich von Kleist H. von Kleist, Dichter | 1 M    | 18. Oktober 1977   | 2.100.000 | Paul Rosié                                          | 2267    |
| 90 × 110 mm                                                        | Briefmarkenblock 52: Interkosmosprogramm Fernerkundung der Erde mit Multispektralkamera MKF-6 | 1 M    | 21. März 1978      | 2.100.000 | Jochen Bertholdt                                    | 2313    |
| 110 × 90 mm                                                        | Briefmarkenblock 53: Gemeinsamer Weltraumflug UDSSR-DDR Kosmonauten Waleri Bykowski und Sigmund Jähn, Orbitalkomplex, Interkosmos-Emblem, Emblem des 1. gemeinsamen Weltraumfluges                                             | 1 M    | 21. September 1978 | 2.000.000 | Jochen Bertholdt                                    | 2363    |
| 55 × 86 mm                                                         | Briefmarkenblock 54: 100. Geburtstag von Albert Einstein A. Einstein, amerikanisch-deutscher Physiker, Nobelpreis 1921 | 1 M    | 20. Februar 1979   | 2.000.000 | Joachim Rieß                                        | 2402    |
| 86 × 55 mm                                                         | Briefmarkenblock 55: Nationale Briefmarkenausstellung DDR 1979, Dresden Historische und moderne Bauwerke in Dresden | 1 M    | 7. August 1979     | 2.000.000 | Joachim Rieß                                        | 2443    |
| 90 × 110 mm                                                        | Briefmarkenblock 56: 30 Jahre DDR Familie, Wohnhaus, Staatsflagge | 1 M    | 2. Oktober 1979    | 2.100.000 | Lothar Grünewald                                    | 2462    |
| 80 × 55 mm                                                         | Briefmarkenblock 57: Olympische Winterspiele 1980, Lake Placid Skiläuferinnen, Ölgemälde von Lothar Zitzmann | 1 M    | 15. Januar 1980    | 2.000.000 | Manfred Gottschall                                  | 2482    |
| 110 × 90 mm                                                        | Briefmarkenblock 58: Interkosmosprogramm: Gemeinsame bemannte Weltraumflüge Kosmonauten, Interkosmos-Emblem | 1 M    | 11. April 1980     | 2.000.000 | Lewinowskij und Detlef Glinski                      | 2502    |
| 65 × 95 mm                                                         | Briefmarkenblock 59: 25. Jahre Interflug, Internationale Luftpostausstellung AEROSOZPHILEX Vierstrahliges Verkehrsflugzeug IL 62, Erdkugel                                                                                     | 1 M+10 | 10. Juni 1980      | 2.000.000 | Bormann und Bormann                                 | 2520    |
| 80 × 55 mm                                                         | Briefmarkenblock 60: Olympische Sommerspiele 1980, Moskau Spinnaker, Ölgemälde von Karl Raetsch | 1 M    | 8. Juli 1980       | 2.100.000 | Manfred Gottschall                                  | 2531    |
| 80 × 55 mm                                                         | Briefmarkenblock 61: 400. Geburtstag von Frans Hals Selbstbildnis, Kreidezeichnung | 1 M    | 23. September 1980 | 2.000.000 | Horst Naumann                                       | 2547    |
| 55 × 80 mm                                                         | Briefmarkenblock 62: 225. Geburtstag von Wolfgang Amadeus Mozart W. A. Mozart, Komponist | 1 M    | 13. Januar 1981    | 2.000.000 | Manfred Gottschall                                  | 2572    |
| 108 × 83 mm                                                        | Briefmarkenblock 63: Parteitag der Sozialistischen Einheitspartei Deutschlands, Berlin „Wenn Kommunisten träumen“ (Detail), von Walter Womacka                                                                                 | 1 M    | 24. März 1981      | 2.200.000 | Detlef Glinski                                      | 2599    |
| 110 × 90 mm                                                        | Briefmarkenblock 64: Sport- und Erholungszentrum Berlin Sport- und Erholungszentrum Berlin, Leninallee | 1 M    | 24. März 1981      | 2.000.000 | Joachim Rieß                                        | 2600    |
| 90 × 110 mm                                                        | Briefmarkenblock 65: 300. Geburtstag von Johann Friedrich Böttger - J. F. Böttger, Alchimist, Steinzeugmedaille | 50     | 26. Januar 1982    | 2.100.000 | Manfred Gottschall                                  | 2671    |
| 90 × 110 mm                                                        | - Böttgers Petschaft | 50     | 26. Januar 1982    | 2.100.000 | Manfred Gottschall                                  | 2672    |
| 110 × 90 mm                                                        | Briefmarkenblock 66: 150. Todestag von Johann Wolfgang von Goethe, 225. Geburtstag von Friedrich von Schiller - J. W. von Goethe, Dichter                                                                                      | 50     | 9. März 1982       | 2.100.000 | Joachim Rieß                                        | 2681    |
| 110 × 90 mm                                                        | - F. von Schiller, Dichter | 50     | 9. März 1982       | 2.100.000 | Joachim Rieß                                        | 2682    |
| 80 × 55 mm                                                         | Briefmarkenblock 67: 100. Jahrestag der Entdeckung des Tuberkulose-Erregers durch Robert Koch Robert Koch, Bakteriologe, Nobelpreis 1905                                                                                       | 1 M    | 23. März 1982      | 2.100.000 | Lothar Grünewald                                    | 2685    |
| 80 × 55 mm                                                         | Briefmarkenblock 68: 100. Geburtstag von Georgi Dimitrow Gedenk-Medaille mit Profilabbildung von Georgi Dimitrow und Fotomontage von John Heartfield                                                                           | 1 M    | 8. Juni 1982       | 2.100.000 | Lothar Grünewald                                    | 2708    |
| 55 × 80 mm                                                         | Briefmarkenblock 69: 150. Geburtstag von Johannes Brahms J. Brahms, Komponist | 1,15 M | 11. Januar 1983    | 2.100.000 | Joachim Rieß                                        | 2764    |
| 80 × 55 mm                                                         | Briefmarkenblock 70: Widerstandsorganisation Schulze-Boysen/Harnack Arvid Harnack, Harro Schulze-Boysen, John Sieg, antifaschistische Widerstandskämpfer                                                                       | 85     | 22. März 1983      | 2.100.000 | Gerhard Stauf                                       | 2782    |
| 83 × 55 mm                                                         | Briefmarkenblock 71: 100. Todestag von Karl Marx K. Marx, Philosoph und Nationalökonom | 1,15 M | 11. April 1983     | 2.100.000 | Manfred Gottschall                                  | 2789    |
| 63 × 86 mm                                                         | Briefmarkenblock 72: 30 Jahre Kampfgruppen Angehöriger der Kampfgruppen | 1 M    | 6. September 1983  | 2.100.000 | Horst Naumann                                       | 2824    |
| 108 × 83 mm                                                        | Briefmarkenblock 73: 500. Geburtstag von Martin Luther Initialen von M. Luther, Reformator | 1 M    | 18. Oktober 1983   | 2.100.000 | Gerhard Schmidt                                     | 2833    |
| 82 × 57 mm                                                         | Briefmarkenblock 74: Olympische Winterspiele 1984, Sarajevo Olympisches Zentrum, Sarajevo | 85     | 22. November 1983  | 2.100.000 | Joachim Rieß                                        | 2843    |
| 93 × 83 mm                                                         | Briefmarkenblock 75: Neujahr 1984 - Neujahrsglückwünsche in Deutsch, Russisch, Englisch, Französisch und Spanisch, Friedenstauben, Kleeblatt                                                                                   | 10     | 22. November 1983  | 2.100.000 | Klaus Henning                                       | 2844    |
| 93 × 83 mm                                                         | Briefmarkenblock 75: Neujahr 1984 - Neujahrsglückwünsche in Deutsch, Russisch, Englisch, Französisch und Spanisch, Friedenstauben, Kleeblatt                                                                                   | 20     | 22. November 1983  | 2.100.000 | Klaus Henning                                       | 2845    |
| 93 × 83 mm                                                         | Briefmarkenblock 75: Neujahr 1984 - Neujahrsglückwünsche in Deutsch, Russisch, Englisch, Französisch und Spanisch, Friedenstauben, Kleeblatt                                                                                   | 25     | 22. November 1983  | 2.100.000 | Klaus Henning                                       | 2846    |
| 93 × 83 mm                                                         | Briefmarkenblock 75: Neujahr 1984 - Neujahrsglückwünsche in Deutsch, Russisch, Englisch, Französisch und Spanisch, Friedenstauben, Kleeblatt                                                                                   | 35     | 22. November 1983  | 2.100.000 | Klaus Henning                                       | 2847    |
| 83 × 57 mm                                                         | Briefmarkenblock 76: 175. Geburtstag von Felix Mendelssohn Bartholdy F. M. Bartholdy, Komponist | 85     | 24. Januar 1984    | 2.100.000 | Manfred Gottschall                                  | 2852    |
| 80 × 55 mm                                                         | Briefmarkenblock 77: 35 Jahre DDR Staatsratsgebäude, Berlin | 1 M    | 21. August 1984    | 2.100.000 | Jochen Bertholdt                                    | 2890    |
| 110 × 90 mm                                                        | Briefmarkenblock 78: 35 Jahre DDR Wohnungsneubauten, Familie | 1 M    | 11. September 1984 | 2.100.000 | Detlef Glinski                                      | 2896    |
| 108 × 88 mm                                                        | Briefmarkenblock 79: 35 Jahre DDR Friedenstaube, Staatswappen | 1 M    | 4. Oktober 1984    | 2.100.000 | Joachim Rieß                                        | 2902    |
| 57 × 80 mm                                                         | Briefmarkenblock 80: Wiedereröffnung der Semperoper, Dresden Semperoper (1985) | 85     | 12. Februar 1985   | 2.100.000 | Peter Kraus                                         | 2928    |
| 90 × 115 mm                                                        | Briefmarkenblock 81: 300. Geburtstag von Johann Sebastian Bach und Georg Friedrich Händel, 400. Geburtstag von Heinrich Schütz - J. S. Bach, Komponist; rechts davon Zierfeld: Bachs letzte Handschrift (1750): Kunst der Fuge | 10     | 19. März 1985      | 2.100.000 | Manfred Gottschall                                  | 2931    |
| 90 × 115 mm                                                        | - G. F. Händel, Komponist, rechts davon Zierfeld: Hallesche Händelausgabe (1961): Concerto Grosso, Opus 6 Nr. 5, 5. Satz Allegro                                                                                               | 20     | 19. März 1985      | 2.100.000 | Manfred Gottschall                                  | 2932    |
| 90 × 115 mm                                                        | - H. Schütz, Komponist; rechts davon Zierfeld: Erstdruck Dresden (1648): Geistliche Chor-Music Nr.4 | 85     | 19. März 1985      | 2.100.000 | Manfred Gottschall                                  | 2933    |
| 55 × 80 mm                                                         | Briefmarkenblock 82: 40. Jahrestag der Befreiung vom Faschismus Ehrenmal für die gefallenen sowjetischen Soldaten, Berlin-Treptow                                                                                              | 1 M    | 7. Mai 1985        | 2.100.000 | Manfred Gottschall                                  | 2945    |
| 80 × 55 mm                                                         | Briefmarkenblock 83: Parteitag der Sozialistischen Einheitspartei Deutschlands Bauarbeiter übergibt Schlüssel | 1 M    | 8. April 1986      | 2.100.000 | Peter Kraus                                         | 3013    |
| 55 × 80 mm                                                         | Briefmarkenblock 84: 750 Jahre Berlin Haus des Ministerrats der DDR | 1 M    | 3. Juni 1986       | 2.100.000 | Detlef Glinkski                                     | 3027    |
| 82 × 57 mm                                                         | Briefmarkenblock 85: Leipziger Herbstmesse - Ring-Messehaus | 25     | 19. August 1986    | 2.100.000 | Oswin Volkamer                                      | 3038    |
| 82 × 57 mm                                                         | - Historische Marktszene | 85     | 19. August 1986    | 2.100.000 | Oswin Volkamer                                      | 3039    |
| 83 × 57 mm                                                         | Briefmarkenblock 86: 200. Geburtstag von Carl Maria von Weber C. M. von Weber, Komponist | 85     | 4. November 1986   | 2.100.000 | Joachim Rieß                                        | 3055    |
| 55 × 80 mm                                                         | Briefmarkenblock 87: 100 Jahre Esperanto Ludwig Lazarus Zamenhof, polnischer Augenarzt, Erfinder der Weltsprache Esperanto | 85     | 7. Juli 1987       | 2.100.000 | Ekkehart Haller                                     | 3106    |
| 81 × 57 mm                                                         | Briefmarkenblock 88: Leipziger Herbstmesse - Historische Messeszene (1804) nach Radierungen aus den Leipziger Meßscenen von Christian Gottfried Heinrich Geißler                                                               | 40     | 25. August 1987    | 2.400.000 | Scheuner                                            | 3120    |
| 81 × 57 mm                                                         | Briefmarkenblock 88: Leipziger Herbstmesse - Historische Messeszene (1804) nach Radierungen aus den Leipziger Meßscenen von Christian Gottfried Heinrich Geißler                                                               | 50     | 25. August 1987    | 2.400.000 | Scheuner                                            | 3121    |
| 80 × 56 mm                                                         | Briefmarkenblock 89: 750 Jahre Berlin Ernst-Thälmann-Denkmal im Ernst-Thälmann-Park, Berlin | 1,35 M | 8. September 1987  | 2.400.000 | Detlef Glinski                                      | 3123    |
| 80 × 55 mm                                                         | Briefmarkenblock 90: Olympische Winterspiele 1988, Calgary Rennrodeln, Doppel- und Einzelsitzer | 1,20 M | 19. Januar 1988    | 2.100.000 | Manfred Gottschall                                  | 3144    |
| 57 × 82 mm                                                         | Briefmarkenblock 91: 90. Geburtstag von Bertolt Brecht B. Brecht, Dramatiker und Dichter | 70     | 2. Februar 1988    | 2.100.000 | Ralf-Jürgen Lehmann                                 | 3148    |
| 82 × 57 mm                                                         | Briefmarkenblock 92: 200. Geburtstag von Joseph Freiherr von Eichendorff J. Frh. v. Eichendorff, Dichter | 70     | 8. März 1988       | 2.100.000 | Joachim Rieß                                        | 3155    |
| 55 × 80 mm                                                         | Briefmarkenblock 93: 500. Geburtstag von Ulrich von Hutten U. von Hutten, Reichsritter und Humanist | 70     | 5. April 1988      | 2.100.000 | Ursula Abramowski-Lautenschläger                    | 3167    |
| 54 × 80 mm                                                         | Briefmarkenblock 94: Olympische Sommerspiele 1988, Seoul Staffellauf | 85     | 9. August 1988     | 2.100.000 | Hans Detlefsen                                      | 3189    |
| 110 × 90 mm                                                        | Briefmarkenblock 95: Leipziger Herbstmesse - Warenkontrolle (um 1810) | 5      | 30. August 1988    | 2.400.000 | Arnold                                              | 3193    |
| 110 × 90 mm                                                        | - Völkerschlachtdenkmal, Leipzig | 15     | 30. August 1988    | 2.400.000 | Arnold                                              | 3194    |
| 110 × 90 mm                                                        | - Messeszene (um 1820) | 100    | 30. August 1988    | 2.400.000 | Arnold                                              | 3195    |
| 87 × 59 mm                                                         | Briefmarkenblock 96: 100. Geburtstag von Friedrich Wolf Dr. F. Wolf, Arzt, Schriftsteller und Dramatiker | 110    | 22. November 1988  | 2.100.000 | Andrea Soest                                        | 3213    |
| 86 × 66 mm                                                         | Briefmarkenblock 97: 500. Geburtstag von Thomas Müntzer Th. Müntzer, Theologe und Revolutionär | 110    | 21. März 1989      | 2.100.000 | Gerhard Schmidt                                     | 3237    |
| 110 × 80 mm                                                        | Briefmarkenblock 98: Alfred Edmund und Christian Ludwig Brehm - A. E. Brehm, Zoologe | 50     | 13. Juni 1989      | 2.100.000 | Andrea Soest                                        | 3256    |
| 110 × 80 mm                                                        | - Chr. L. Brehm, Pfarrer und Ornithologe | 85     | 13. Juni 1989      | 2.100.000 | Andrea Soest                                        | 3257    |
| 105 × 75 mm                                                        | Briefmarkenblock 99: Leipziger Herbstmesse - Neubauten am Westeingang des Messegeländes | 50     | 22. August 1989    | 2.100.000 | Hilmar Zill                                         | 3267    |
| 105 × 75 mm                                                        | - Neubauten am Westeingang des Messegeländes | 85     | 22. August 1989    | 2.100.000 | Hilmar Zill                                         | 3268    |
| 113 × 96 mm                                                        | Briefmarkenblock 100: 40 Jahre Deutsche Demokratische Republik Bauarbeiter | 135    | 3. Oktober 1989    | 2.100.000 | Joachim Rieß                                        | 3283    |
| 82 × 57 mm                                                         | Briefmarkenblock 101: 125 Jahre Internationale Fernmeldeunion, (UIT) Philipp Reis, Physiker, Erfinder des Telefons | 70     | 15. Mai 1990       | 2.000.000 | Manfred Gottschall                                  | 3336    |